# Gaia Manzini
Gaia Manzini (Milano, 28 ottobre 1974) è una scrittrice italiana.

## Biografia
Collabora o ha collaborato con varie testate e riviste, tra cui Il Foglio, L'Espresso, Robinson (inserto culturale della Repubblica); Donna Moderna, D di Repubblica, L'Unità, Nuovi Argomenti,Il Tascabile (rivista Treccani), e ha pubblicato i suoi primi racconti in antologie e quotidiani.
Ha esordito nel 2009 con la raccolta di racconti Nudo di famiglia (finalista al Premio Chiara), mentre il suo primo romanzo, selezionato al Premio Strega e intitolato La scomparsa di Lauren Armstrong, è uscito nel 2011. Il successivo testo, Diario di una mamma in pappa, è invece un romanzo autobiografico. Nel 2017 ha dato alle stampe il romanzo Ultima la luce per i tipi di Mondadori. Nessuna parola dice di noi è uscito nel 2021 per Bompiani.
Dopo la laurea in Lettere Moderne, dal 2001 al 2010 ha lavorato come copywriter per l'agenzia internazionale Publicis ed è stata coautrice, insieme a Nanni Moretti, Valia Santella e Chiara Valerio, del soggetto del film Mia madre.

## Opere

### Romanzi
- La scomparsa di Lauren Armstrong, Roma, Fandango Libri, 2011 ISBN 978-88-6044-245-1.
- Diario di una mamma in pappa, Roma-Bari, GLF editori Laterza, 2014 ISBN 978-88-581-1402-5.
- Ultima la luce, Milano, Mondadori, 2017 ISBN 978-88-04-67323-1.
- Nessuna parola dice di noi, Milano, Bompiani, 2021 ISBN 978-88-301-0523-2.
- La via delle sorelle, Milano, Bompiani, 2023

### Racconti
- Nudo di famiglia, Roma, Fandango Libri, 2009 ISBN 978-88-6044-112-6.
- Tutte le parole del mondo, in Cronache dalla Polvere, Bompiani, 2019, ISBN 9788830100220 Mosaic Novel a cura di Jadel Andreetto.

### Antologie
- Il lavoro e i giovani: venti racconti sui giovani, la precarietà, la disoccupazione di AA. VV., Roma, Ediesse, 2008 ISBN 978-88-230-1307-0.
- E lieve sia la terra: 24 scrittori per i morti del terremoto in Abruzzo di AA. VV., L'Aquila, Textus, 2011 ISBN 978-88-87132-68-7.
- Pensiero madre di AA. VV., Castel di Sangro, Neo, 2016 ISBN 978-88-96176-40-5.
- Che cosa ho in testa di AA VV, a cura di Alberto Rollo, Baldini & Castoldi, 2017

## Filmografia
- Mia madre regia di Nanni Moretti (2015, soggetto)